# غافين برايس
غافين برايس (بالإنجليزية: Gavin Price)‏ هو لاعب كرة قدم بريطاني في مركز الهجوم، ولد في 29 أكتوبر 1974 في بيرث في المملكة المتحدة. لعب مع نادي ألترينتشام.